# 青い珊瑚礁 (曲)
「青い珊瑚礁」（あおいさんごしょう）は、1980年7月1日にCBS・ソニーからリリースされた松田聖子の2枚目のシングル。1989年には8cmCDとして、2004年には紙ジャケット仕様の完全生産限定盤12cmCDとして再発された。また、2010年には、『Seiko Matsuda Single Collection 30th Anniversary Box 〜The voice of a Queen〜』に含まれる一枚として、2010年最新デジタル・リマスタリング高音質Blu-spec CD仕様で再発された。

## 背景
松田の名を世に広めた初期の代表曲で、過去の名曲を振り返る特番などでも頻繁に取り上げられる楽曲である。元々のタイトルは「青い太陽」（2021年11月3日NHK-FM、『今日は一日"松田聖子"三昧』より）。グリコ・アイスクリーム ″ヨーレル″ CM曲として使用された。
曲先で制作され、プロデューサーの若松宗雄が作曲者・小田裕一郎の自宅を訪ね作品のイメージを話すと、小田がギターを取り出し即興で冒頭のフレーズを歌い、それがそのまま採用されたという。スタジオ録音盤はないが、小田も自身のライブで当曲を披露することがあった。後に松田の数多くの楽曲の作曲・編曲を手掛ける大村雅朗が初めて編曲を担当している。
オリコン初登場は87位で、その後29位→22位→17位→12位→9位→7位→6位→3位と上昇し、発売から2ヶ月後の9月8日付チャートで2位を獲得（1位は長渕剛の『順子』）。翌週、翌々週も『順子』に阻まれ2位、その翌週は田原俊彦の2枚目のシングル『ハッとして!Good』に阻まれ2位止まりで、1位には届かなかった。
CBS・ソニーの発表ではミリオンセラーを記録した。
本曲でTBS系『ザ・ベストテン』に8位で初めてランクイン（8月14日放送）。当日、松田は札幌からの移動中だったが、番組プロデューサーの山田修爾の発案により羽田空港内の滑走路で、飛行機から降りてすぐに歌うという演出が試みられた。それもタラップを賓客の来日時などに使用する屋根無しのものに変更させる徹底ぶりであった。放送にあたり、一般客も乗せたこの航空機を使った演出を実現させるために、航空会社だけでなく8つの省庁の許可を得る必要があったという。当日、松田を乗せた飛行機は予定より早く到着しそうになり、これではタラップを降りてくる瞬間を撮れないと焦った山田は航空会社に連絡し、飛行機のスピードを落とせないかと問い合わせた。しかし、航空力学的にそれは不可能であるため、着陸後に滑走路内をゆっくりと迂回して、さもたった今到着したかのように見せるという策がとられたが、逆に時間を食い過ぎてしまい、松田が登場するまでの間、中継先のアナウンサー・松宮一彦が6分以上も喋りで繋いだ。このような様々な人々の尽力によって生放送の本番は違和感なく中継された。
同番組内では自身初の1位を獲得（3週連続1位）。特に初めて1位となった9月18日の放送では、お祝いとして番組が松田の実母に手作りの弁当を依頼。愛用していた弁当箱に詰められた弁当は、スタッフが当日に実家の久留米で受け取り東京赤坂に持ち込まれ、司会の黒柳徹子から松田に手渡された。実母が中継で登場した際には感極り「おかあさ～ん…!」と涙声で呼び掛けたシーンはその後も名場面として繰り返し放送された。また翌週9月25日の放送では、ランクインしていた郷ひろみと握手し、山口百恵からは「おめでとうございます、これからもがんばってください」と激励された。山口との共演はこれが最初で最後であった。
翌1981年春開催の『第53回選抜高等学校野球大会』の入場行進曲に採用され、開会式にもゲストとして出席した。
フジテレビ『夜のヒットスタジオ』では、シングル発売当時1度も披露する事ができず、その間番組の出演を見合わせていた（のちに、マンスリーゲストとして出演した際にヒットメドレー企画の中に組み込む形で披露）。これは前述の通り本曲がグリコのCMソングである一方、同番組のスポンサーはライバル企業の森永製菓だったことに起因している。
本曲で同年の『第31回NHK紅白歌合戦』に初出場した。この時の衣装は白いドレスにボンネットというスタイルだった。松田は「赤ちゃんハット」のようにも見えるこの帽子を被るかどうか、本番直前まで迷ったという。また、1995年の『第46回NHK紅白歌合戦』ではメドレー形式で歌われた3曲の中のひとつがこの曲であった。
2021年にはデビュー記念日である4月1日より、セルフカバーとなる『青い珊瑚礁 ～Blue Lagoon～』がデジタル配信にてリリースされた。ミュージックビデオも公開され、作中で約40年ぶりに聖子ちゃんカットを披露している。

## 収録曲
- 両楽曲共に、作詞：三浦徳子／作曲：小田裕一郎／編曲：大村雅朗

1. 青い珊瑚礁（3分38秒）
  - グリコ・ヨーレル CM曲
2. TRUE LOVE 〜そっとくちづけて（3分01秒）

## カバー
青い珊瑚礁
- 1987年、7月6日に放送されたテレビアニメ『きまぐれオレンジ☆ロード』第14話にて、檜山ひかるが歌唱するシーンがある。
- 1991年、ONCE UPON A TIME（TONYA TOWNSEND、ROBIN BAIN、GINA KATSANDRIS）がカバーした（アルバム『Spring Is Just Ahead』内のThe Blue Coralにおいて）。
- 1995年、映画『Love Letter』
- 2007年、かつて結婚直前までいった郷ひろみがマンダムのヘアカラー ″Produce″ のCMで替え歌にして歌った。
- 2008年、深田恭子がキリンの缶チューハイ ″新・氷結レモン″ のCMで原曲の冒頭を歌った。
- 2008年、birdがアルバム『MY LOVE』でカバーした。
- 2009年、はるな愛がカバーした。シングル『夏 凸凹❤️』のカップリングとして収録。
- 2010年、今井麻美、原由実、沼倉愛美の3人がラジオ大阪のラジオ番組「THE IDOLM@STER STATION!!!」のコーナーの1つ「歌姫楽園2010」にてカバーした。楽曲は2011年発売のアルバム『THE IDOLM@STER STATION!!! THIRD TRAVEL WANTED』に収録されている。
- 2016年、LinQの新木さくらがカバーした。シングル『Supreme』の初回限定版に映画『みんな好いとうと♪』の挿入歌として収録されている。
- 2020年、梶裕貴がカバーした。アルバム『VOICE〜声優たちが歌う松田聖子ソング〜 Male Edition』（2020年12月9日）に収録。
- 2023年、日本のロカビリーバンドThe Biscatsが、カバーアルバム『J-BOP SUMMER』（2023年8月23日（配信）、8月30日（CD）発売）にてカバー[5]。

- 川嶋あい
- 上國料萌衣
- 夏川りみ
- 2023年、奥井雅美がカバーした。配信アルバム『マサミコブシ～歌謡曲編』に収録。
- 2024年、ハニが東京ドームで行われたNewJeansのコンサートでカバーした。ミン・ヒジンが選曲した。反響を呼び、カバーの披露直後に日本と韓国の両国において「青い珊瑚礁」や「松田聖子」がXのトレンドキーワードになった[6][7]。そして、Apple Music韓国ヒットチャートで7月11日に12位を記録し、ビルボードJapan Songs (韓国) チャートの2024年7月12日 - 7月18日の週で1位を獲得した[8]。さらに、6月末から7月18日にはMelonの日間チャートで150位に上昇した[9]。

## 関連作品
- 青い珊瑚礁　
  - SQUALL
  - 聖子・fragrance
  - Seiko・index
  - Seiko・plaza
  - Seiko Box
  - Seiko Monument
  - Bible
  - Bible II
  - Complete Bible
  - Seiko Matsuda 1980-1995
  - SEIKO SUITE
  - Best of Best 27 （13）
  - Premium Diamond Bible
  - Diamond Bible
  - SEIKO STORY〜80's HITS COLLECTION〜
  - Seiko Matsuda Hit Collection Vol.1
  - We Love SEIKO -35th Anniversary 松田聖子究極オールタイムベスト50Songs-
  - Seiko Matsuda Sweet Days
  - SEIKO MEMORIES 〜Masaaki Omura Works〜
  - Seiko Matsuda 40th Anniversary Bible -blooming pink-
- TRUE LOVE 〜そっとくちづけて〜　
  - 聖子・fragrance
  - Touch Me, Seiko
  - Complete Bible
  - Seiko Matsuda Sweet Days